# Lindia gravitata
Lindia gravitata är en hjuldjursart som först beskrevs av Lie-Pettersen 1905.  Lindia gravitata ingår i släktet Lindia och familjen Lindiidae. Arten är reproducerande i Sverige. Inga underarter finns listade i Catalogue of Life.